# Tactical Missiles Corporation

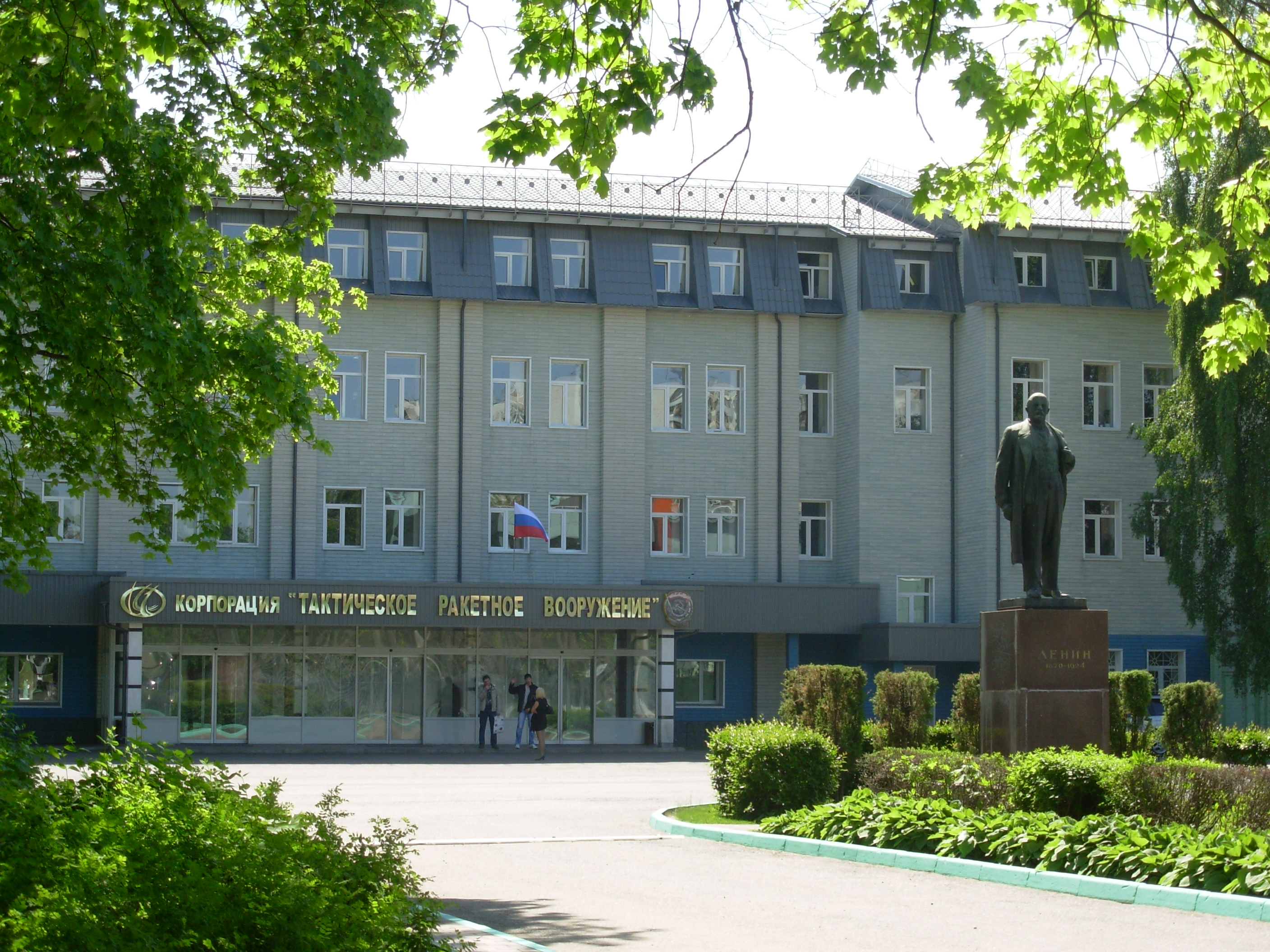
Gebäude der Tactical Missiles Corporation

Die Tactical Missiles Corporation (russisch Тактическое Ракетное Вооружение / Taktitscheskoe Raketnoe Wooruschenie) ist eine russische Holdinggesellschaft für mehrere Unternehmen im Bereich der Entwicklung und Produktion von Raketenwaffen.
Die Unternehmensgruppe produziert neben verschiedener Arten von Raketenwaffen auch Torpedos, Seeminen, gelenkte Bomben und Rüstungselektronik. Für den zivilen Markt stellen die Unternehmen des Konzerns unter anderem Agrarmaschinen, industrielle Nähmaschinen sowie elektronische Systeme für verschiedene Anwendungsbereiche her. Laut SIPRI machte die zivile Produktion im Jahr 2018 jedoch nur einen Anteil von rund 2 % am gesamten Konzernumsatz aus.
Zur Tactical Missiles Corporation gehört unter anderem NPO Maschinostrojenija und MKB Raduga.